# Католики еврейского происхождения
Евреи-католики (ивр. קתולים עבריים‎ католим ивриим) — христиане еврейского происхождения, которые сохраняют еврейские традиции в сочетании с Евангелием и учением католической церкви. Многие живут в Израиле, большинство — в США и Великобритании.

## Вера
Евреи-католики придерживаются доктрины католической веры и находятся в полном общении со Святым Престолом. Одним из различий является не догматическая плоскость, а молитвенные практики. Например, в 2011 году составлен предназначенный для частного употребления календарь, включающий наряду с праздниками латинского литургического календаря также и еврейские праздники. Евреи-католики празднуют Песах, Рош Ха-Шана, Шавуот и т. д. Некоторые из них надевают также традиционные кипы, талит и тфилин, вешают мезузу на входе в дом и хранят другие еврейские обычаи, как национальное наследие.
Это движение не является ни маргинальным, ни раскольничьим с точки зрения Католической Церкви. Еврейская и католическая идентичность его приверженцев проистекает из самоощущения принадлежности к еврейскому народу и к католической вере, как то было описано основателем Ассоциации евреев-католиков, о. Элиасом Фридманом, O.C.D.
Они не подчиняются ни одному направлению в католицизме и находятся в исключительном ведении «Единой Святой Вселенской и Апостольской Церкви» в Ватикане. Мессы евреи-католики служат в латинском обряде, но на иврите в Израиле. В Израиле они находятся в пастырском попечении монсеньора Фуада Туаля, нынешнего Латинского Патриарха Иерусалимского.

## История
Евреи-католики — это всемирное экуменическое движение и добровольческая организация католиков, как еврейского, так и не-еврейского происхождения. Основная ассоциация движения — это Ассоциация евреев-католиков (Association of Hebrew Catholics), Мириам Бат Цион и другие. Ассоциация — это англоязычная организация, МБЦ — франкоязычная. Существует также группа испаноязычных евреев-католиков в Маракае, Венесуэла. У них присутствует служение, танцы Давида и выразительный сайт в Интернете.
Согласно Дэйвиду Моссу (2000), нынешнему президенту АЕК, их численность около 10000 человек. Страны с наибольшим количеством — Израиль и США, но также есть представители Канады, Франции, Италии, Австралии, Испании, Венесуэлы, Колумбии, Аргентины, Мексики и Германии.
Нельзя путать евреев-католиков с мессианскими евреями, которые являются отдельной и независимой христианской деноминацией, многие из них — протестанты-субботники, некоторые придерживаются кальвинистской доктрины, но празднуют еврейские праздники и возвеличивают элементы иудаизма в христианстве. Евреи-католики находятся в полном общении со Святым Престолом и не являются независимым движением.

## Некоторые галахические взгляды
См. также Галаха.
Согласно Блумеру (2008) среди евреев-католиков существует огромное многообразие, от таких, которые не соблюдают никаких еврейских обычаев, до тех, кто соблюдают их подобно ортодоксальным евреям. Есть много разных взглядов, но все стараются принимать друг друга такими, как они есть.
Более того, иезуит Давид Нойхауз, генеральный викарий ивритоязычных католиков в Израиле, сам еврей по национальности, утверждает, что несмотря на то, что законы кашрута не обязательны для живущих во Христе, можно понять тех евреев-католиков, которые соблюдали их до перехода в католицизм и продолжили соблюдать, став ими. Законы кашрута не наносят духовного вреда, но соблюдение их католиками или нерелигиозными евреями, принявшими католичество, не имеет никакого смысла, так как есть Новый Завет во Христе, который заменил Ветхий.
Иные евреи-католики (особенно те, кто предпочитает называться иудео-католиками или католическими иудеями) соблюдают кашрут и придают соблюдению Торы вообще очень большое значение.

## Известные евреи-католики
- Ангел Кармелит
- Св. Иоанн Авильский (современник Терезы Авильской)
- Св. Тереза Авильская (Тереза Иисуса, основательница «босоногих кармелиток»)
- Св. Иоанн Креста (Хуан де Йепес Альварес, реформатор ордена кармелитов)
- Св. Тереза Бенедикта Креста (Эдит Штайн) — философ, кармелитская монахиня, мученица и святая Католической Церкви. Погибла в Освенциме.
- Луис де Леон (испанский поэт-мистик, религиозный писатель, переводчик священных текстов и литературных сочинений)
- Альфонс и Теодор Ратисбоны (два брата-еврея, ставшие католическими священниками)
- Кардинал Жан-Мари Люстиже (Архиепископ Парижа)
- Исраэль Эудженио Золли (Золлер, бывший главный раввин Рима во время Второй мировой войны)
- Монсеньор Жан-Батист Гурион (бывший викарий латинского патриарха Иерусалима, титулярный епископ Лода)